# 39382 Opportunity
39382 Opportunity (2696 P-L) är en asteroid som upptäcktes den 24 september 1960 av den nederländsk-amerikanske astronomen Tom Gehrels och det nederländska astronomparet Ingrid van Houten-Groeneveld och Cornelis Johannes van Houten genom att undersöka fotografiska plåtar tagna av teleskop vid Palomarobservatoriet.
Tisserands parameter på Jupiter är 3,02.
39382 Opportunity är en del av en liten grupp av asteroider som utgör Hilda-gruppen som ligger mellan Mars och Jupiter. Asteroiderna har banresonans 3:2 med Jupiter, vilket innebär att för två varv Jupiter kretsar runt solen, kommer asteroiderna ha kretsat tre varv runt solen. Den har en diameter på cirka 3–7 km och har en omloppstid på cirka 7,9 år. Asteroidens bana korsar inte någon annan planets och kommer därför inte att dras ut ur omloppsbanan av Jupiters gravitationsfält. Som ett resultat av detta är det troligt att asteroiden kommer att förbli i en stabil bana i tusentals år.
Den 11 oktober 2004, efter ett förslag från van Houten-Groeneveld år 2002, uppkallades den efter Mars Exploration Rover Opportunity †.